# Cosa (Italië)
Cosa was een Romeinse stad in de buurt van het huidige Ansedonia in het zuidwesten van Toscane, Italië. Het ligt op een strategische positie in het voorgebergte op 113 m boven zeeniveau aan de Tyrreense Zee. De plaatsnaam is waarschijnlijk afgeleid van de Etruskische stad die hier lag. In de stad liggen de overblijfselen van een van de eerste basilica's in het Romeinse Rijk en in de haven van Cosa liggen de vroegst bekende structuren van opus caementicium ofwel Romeins beton. Het wordt als een belangwekkende plaats beschouwd in de klassieke archeologie en sinds 1948 vinden er vrijwel doorlopend opgravingen plaats.

## Geschiedenis

### Republikeinse tijd

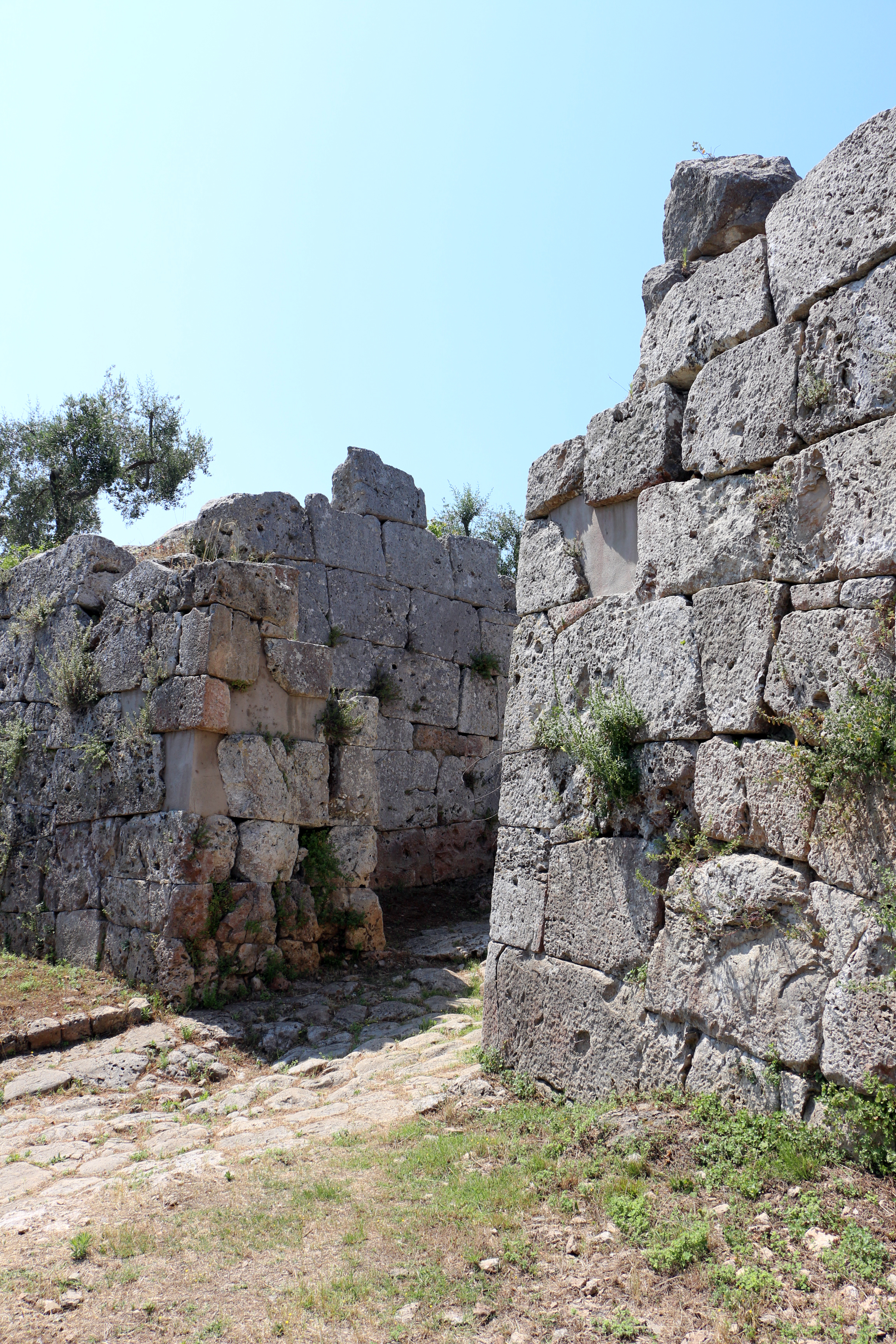
De Porta Romana.

Oorspronkelijk lag hier een stad van de Etrusken, ongeveer waar nu de moderne stad Orbetello ligt, met de naam Cusi of Cusia. Nadat de Romeinen in 280 v.Chr. de Etruskische stad Vulci hadden veroverd werd in 273 v.Chr. op een geconfisqueerd stuk land van 15 ha dat ager Cosanus "land van Cosia" werd genoemd de Romeinse kolonie Cosa met haven Portus Cosanus gesticht. De eerste bouwwerken waren het religieuze platform op de capitoolheuvel, het stratenplan, de stadsmuren, de riolering en een reeks cisternen (waterkelders), belangrijk omdat de stad geen eigen watervoorzieningen had en dus afhankelijk was van de opvang van regenwater. Tussen 240 en 220 v.Chr. werden het comitium-curia-complex en de carcer, de gevangenis, op het forum en de tempel van Jupiter op de capitoolheuvel gebouwd. Rond dezelfde tijd werd de kolonie door de Via Aurelia met het 140 km zuidelijker gelegen Rome verbonden. Cosa staat vermeld op de Romeinse reiskaart Tabula Peutingeriana, tussen Albinia Flumen (Albegna) en Succosa, waarschijnlijk een voorstad van Cosa die oostelijk hiervan aan de voet van de stad lag. Op de kaart staan twee afsplitsingen: van Cosa naar Portus Herculis (Porto Ercole) en van Succosa naar Saturnia.
Rond het forumplein werden aan het einde van de 3e en begin van de 2e eeuw v.Chr. acht atriumhuizen gebouwd: twee aan de beide korte zijden en vier aan de zuidwestelijke zijde tegenover de publieke gebouwen. Tussen de vier atriumhuizen werd een open verbindingsgebouw neergezet waarmee het plein werd verbonden met de brede processieweg naar het capitolium. Aan de processiewegen werden nog zestien grote woningen gebouwd: dertien aan straat P en drie aan straat Q, aan weerszijden van de twee atriumwoningen die aan het plein lagen. Daarna werd de triomfboog gebouwd die het forum verbond met de hoofdweg naar de Porta Romana en rond 140 v.Chr. was het laatste gebouw op het forum gereed; de basilica, waarvoor enkele huizen moesten worden gesloopt. De versterkte stad Cosa had op haar hoogtepunt waarschijnlijk zo'n 1000 inwoners; verreweg de meeste van de meer dan 10.000 kolonisten woonden buiten de versterkingen; dit waren voornamelijk plebejers: vissers, boeren en arbeiders in de keramische industrie, steengroeves, visverwerking en zoutpannen. De kolonie strekte zich zo'n 30 km langs de kustlijn uit in het gebied dat heden ten dage de Maremma wordt genoemd.
Een vloot naves onerariae, Romeinse vrachtschepen, met voorraden voor het leger in Hispania werd aan het begin van de Tweede Punische Oorlog in 217 v.Chr. bij Portus Cosanus door de Carthaagse vloot veroverd. Consul Gnaeus Servilius Geminus werd er met een vloot vanuit Ostia achteraan gestuurd, maar de Carthagers wisten hem te ontwijken. Dit was een van de weinige successen van de Carthaagse vloot hoewel het eigenlijke doel, zich in de buurt van Pisa bij het leger van Hannibal voegen, mislukte. De stad heeft waarschijnlijk behoorlijk geleden onder de inval van Hannibal in Italië, want in 197 v.Chr. kreeg de stad 1000 nieuwe kolonisten toegewezen, na een vergeefs verzoek twee jaar eerder. Door de goede land- en zeeverbindingen volgde een periode van voorspoed, maar rond 70 v.Chr. werd de stad vernietigd en vrijwel geheel verlaten, mogelijk na een grote aanval van Cilicische piraten.

### Keizerlijke tijd
Ten tijde van Augustus aan het einde van de 1e eeuw v.Chr. werd de stad gedeeltelijk herbouwd, voornamelijk op de capitoolheuvel en rond het forumgebied. Een aantal huizen werd weer bewoond aan het plein en in de zeven aanliggende huizenblokken aan de straten N, O en P tot aan straat 4. De nieuwe bevolking concentreerde zich dus in het centrum van de stad, westelijk van en aan het forumplein. Waarschijnlijk was de economie afhankelijk van de haven en de visteelt in de lagune ten oosten van Cosa. De lagune is heden voor twee derde verzand, inclusief het westelijk gedeelte waar de viskwekerij zich bevond. Het verzande deel is nu als weiland in gebruik. Vanaf het midden van de eerste eeuw ging het grondgebied van Cosa deel uitmaken van de keizerlijke bezittingen van de gens Domitia, de familie van keizer Nero. Het was volgens diens orders dat renovatiewerken op het forum werden uitgevoerd, inclusief de transformatie van de oude basilica in een odeum. Blijkbaar was de opleving van korte duur, want in de 2e eeuw lag de stad er opnieuw grotendeels verlaten bij.
Aan het begin van de 3e eeuw onder keizers Septimius Severus en Caracalla vertoonde de stad een kleine opleving. De oprichting van de Res publica Cosanorum, waarvan de identificatie met de stad Cosa nog steeds niet helemaal zeker is, getuigde van de wens om het lot van de stad en haar territorium, de ager Cosanus, nieuw leven in te blazen. Ze werden opgedragen aan de Romeinse keizers vanaf Caracalla tot Aurelianus. In deze periode concentreerde de bewoning zich in vier huizenblokken in het noordoosten van de stad rondom de Porta Roma. Aan het forumplein was enkel atriumhuis I nog in gebruik. Aan het einde van de 3e eeuw was Cosa echter opnieuw vrijwel verlaten. Ook in de voor de stad zo belangrijke haven werden alle onderhoudswerkzaamheden stopgezet. Van slechts twee gebouwen zijn in de 4e eeuw nog sporen van gebruik gevonden, namelijk het voornoemde atriumhuis I en het heiligdom van Liber Pater. Daarna lijkt de stad volledig te zijn verlaten. De 5e-eeuwse Romeinse dichter Rutilius Namatianus beschreef Cosa en andere vervallen steden tijdens zijn reis over zee naar zijn thuisland Gallië, enkele jaren na de inval van de Visigoten in Italië onder Alarik: 

cernimus antiquas nullo custode ruinas et desolatae moenia foeda Cosae
we zien oude ruïnes zonder wachter en de uiteenvallende muren van het verlaten Cosa
— Rutilius Namatianus, De reditu suo, 1.285-286

Hij vermeldde ook nog dat de bewoners zich volgens de legendes hadden afgekeerd van de Lares, waarna een invasie van ratten volgde. Nadat het gebied een eeuw lang nagenoeg verlaten was herrees ten zuiden van de ruïnes van Cosa het oorspronkelijk Etruskische Cusia als het Byzantijnse Ansedonia uit de as.

### Middeleeuwen
Nadat Cosa in de 4e en 5e eeuw tot ruïnes was vervallen blijkt er in de 6e eeuw weer sprake te zijn van enige bedrijvigheid: op de ruïnes van de oude basilica werd een kerkgebouw neergezet en nog bestaande gebouwen werden weer gebruikt: op de resten van enkele atriumgebouwen aan het plein werden horrea gebouwd en op de plaats van atriumhuis I naast de triomfboog lag een werkplaats met oven. Er zijn Byzantijnse teksten uit deze periode waarin Cosa-Ansedonia als een civitas wordt gedefinieerd. De bewoningssporen in deze periode zijn minimaal: op de resten van enkele insulae werden hutten gebouwd en er werd een aan de Longobarden verbonden necropolis gevonden. De laatste vroegmiddeleeuwse structuren in het oostelijke deel van de stad zijn resten van een houten versterking. Aan het einde van de 9e en het midden van de 12e eeuw werden twee nieuwe kerkgebouwen gebouwd, één op het forum op de ruïnes van een oude tempel ten oosten van de curia en één op het capitolium. Tussen de 9e en 11e eeuw werd grondgebied van Cosa terloops toegevoegd aan het klooster van San Anastasio in aquas salvias en in de 12e eeuw werd het grondgebied onderworpen aan het pauselijke gezag. In de 13e eeuw ging Cosa eerst over naar de Toscaanse adellijke familie Aldobrandeschi en vervolgens naar de stad Orvieto. In 1329 viel een leger uit Siena, dat in conflict was met Orvieto, Cosa aan en vernietigde de vestingwerken van de stad.

## Stadsplan

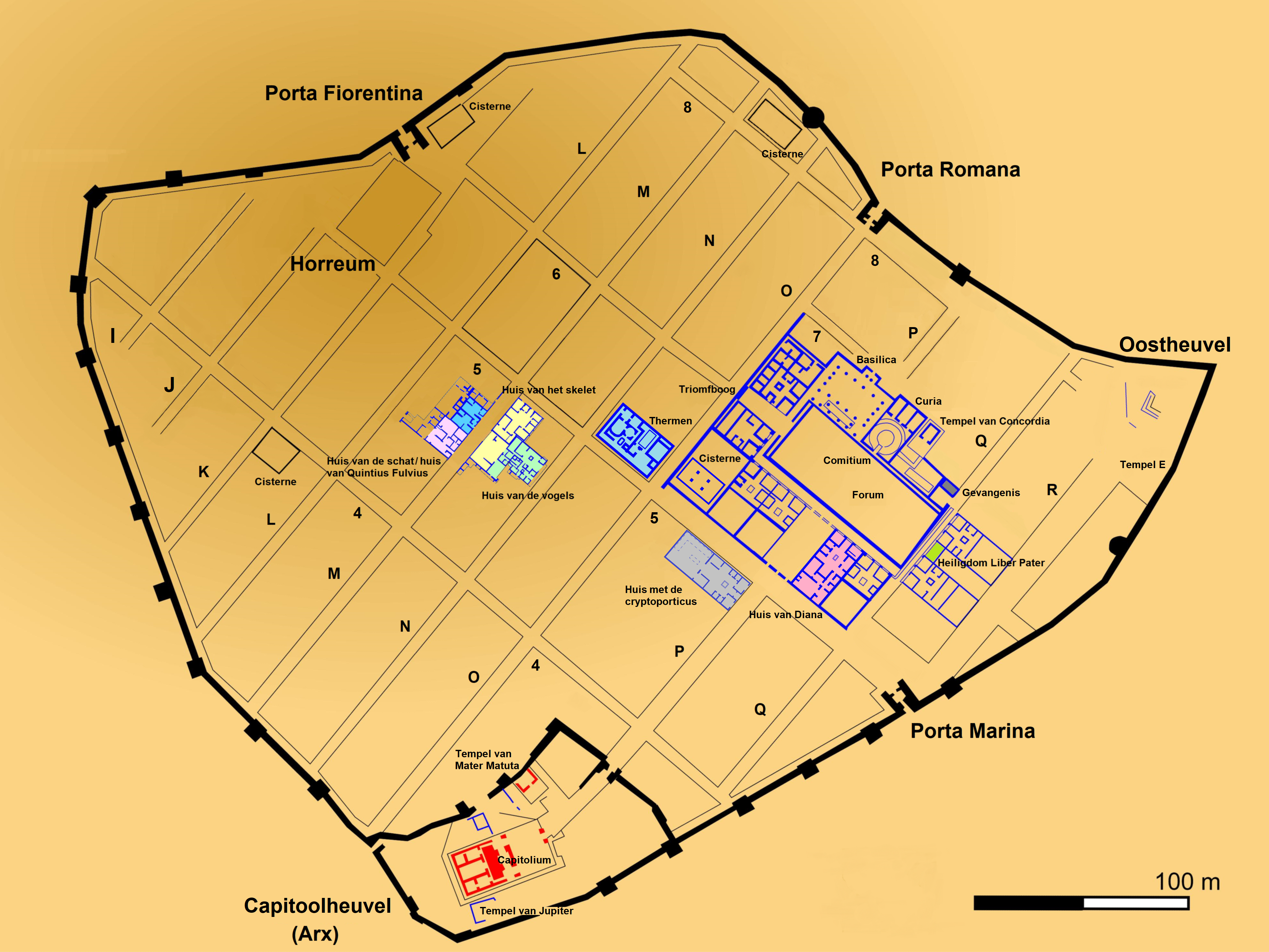
Plattegrond van Cosa met de belangrijkste opgravingen.

### Muren
Ten tijde van de stichting van de kolonie in de 3e eeuw v.Chr. was de Romeinse Republiek in Italië nog kwetsbaar voor aanvallen, waardoor het noodzakelijk was om een stadsmuur om Cosa te bouwen. Deze muur beslaat een totale lengte van 1500 meter en is gebouwd in de opus siliceum-techniek; grote veelhoekige natuurstenen werden zo gestapeld dat ze door hun eigen gewicht zonder gebruik van mortel op hun plaats bleven liggen. De binnenmuur is onbewerkt, maar de buitenmuur is zo glad mogelijk gemaakt. De buitenmuur is bovendien hoger dan binnenmuur, zodat deze als borstwering kon dienen. Bij latere reparaties zijn voornamelijk rechthoekige steenblokken gebruikt; het verschil tussen de originele veelhoekige stenen en de later aangebrachte rechthoekige stenen daarboven is heden nog goed zichtbaar.
Het capitolium was ook aan de stadzijde, binnen de stadsmuren, ommuurd en bevatte in het westen tegen de binnenmuur een kleine poterne. De stenen werden uit groeves nabij de stad gehaald. De ommuring bevat 18 torens, op onregelmatige afstand van elkaar geplaatst. Ze zijn op één na allemaal vierkant en werden met dezelfde techniek gebouwd als de stadsmuur. De laatste toren is rond en staat bij de Porta Romana; bij deze toren zijn de stenen met mortel gemetseld. De muur heeft drie stadspoorten; in het noordwesten de Porta Fiorentina, in het noordoosten de Porta Romana en in het zuidoosten de Porta Marina. De drie poorten delen dezelfde propylonstructuur; dubbele poorten met een tussenruimte.  De buitenpoort had een valhek en de binnenpoort werd met deuren afgesloten. De poorten hadden aan de bovenzijde geen stenen boog maar een houten lateibalk, waarvan in de stijlen de vierkante gaten nog zichtbaar zijn. Vanuit de Porta Marina liep een weg de berg af naar Portus Cosanus, de haven van Cosa die ten oosten van de stad lag. Vanaf de Porta Romana liep een weg naar het zuidoosten naar de Via Aurelia richting Rome. Een tweede weg liep vanaf de Porta Fiorentina naar het noordwesten, waar deze aansloot op de Via Aurelia richting Pisae (Pisa).

### Stratenplan
De stad had het bekende Romeinse rechthoekige stratenplan. De breedte van de wegen was variabel: 27 Romeinse voet (ca. 8 m) voor de processiewegen, ca. 20 voet (ca. 6 m) voor de hoofdwegen en 15 voet (ca. 4,5 m) voor de secundaire wegen. De wegen bestonden uit grote blokken lokaal gewonnen kalksteen op een zandbed dat op de rots daaronder lag. De straten zijn door onderzoekers aangeduid met letters en cijfers: de wegen die van het noordoosten naar het zuidwesten lopen kregen de letters K tot R en de wegen van het zuidoosten naar het noordwesten de cijfers 4 tot 6. Een rondweg liep langs de binnenkant van de muren rond de hele stad. Aanvullend onderzoek rond de eeuwwisseling wees uit dat er zowel in het noordwesten achter het pakhuis als in het noordoosten achter de basilica nog twee straten liepen. Deze werden aangeduid als respectievelijk  straten I en J achter het pakhuis en 7 en 8 achter de basilica.
Er waren twee processiestraten: de Via Sacra "heilige weg" (P) liep van het forum naar het capitolium en de andere (R) naar tempel E op de oostelijke heuvel; een hoogte in de uiterste oostpunt van de stad. Aan deze twee wegen en aan het forumplein lagen de grootste woonhuizen. Er waren in totaal 5 hoofdwegen: K, O, 4, 5 en 6. De belangrijkste hoofdwegen waren O en 5; deze liepen van respectievelijk de Porta Romana naar het zuidwesten van de stad (O) en van de Porta Marina naar het noordwestelijke horreum "pakhuis" (5), dat oorspronkelijk werd aangeduid als tempel A. De wegen kruisten zich bij de westelijke hoek van het forum, dat werd omsloten door de wegen O, Q, 5 en 7. 
Straat 7 liep enkel tussen straten O en P, want achter de curia bevindt zich tussen de straten P en Q een groot zinkgat. Straat 8 liep waarschijnlijk van straat L tot P en daarna vanaf straat Q tussen tempel E en enkele woonhuizen naar het zuidoosten. Mogelijk was straat 8 oorspronkelijk niet onderbroken, omdat niet met zekerheid is vast te stellen hoe oud het zinkgat is.
Onder het capitolium lagen de wegen O en 4; aan straat O lagen tevens de thermen. Vanuit de Porta Fiorentina liep weg 6 naar het forumgebied. Het horreum lag op de hoek van de straten K en 5. De opgegraven huizen in het centrum van de stad, waar nu het museum ligt, lagen aan de secundaire straat M. Het huis met de cryptoporticus lag aan de brede processiestraat P.
De stad was door dit stratenplan opgedeeld in rechthoekige insulae, de Romeinse huizenblokken. De meeste woningen hadden een gevelbreedte van 29 voet, circa 8,5 meter. Rond het plein en langs processiestraten P en Q lag een aantal veel grotere woningen; deze zogenaamde atriumhuizen hadden een gevelbreedte van 60 voet, zo'n 18 meter. Voorbeelden hiervan zijn het huis van Diana aan het forumplein en het huis met de cryptoporticus aan de processiestraat P. Er zijn oorspronkelijk waarschijnlijk 224 standaardhuizen en 24 grote huizen gebouwd. In de 1e eeuw v.Chr. werden sommige van de kleinere huizen samengevoegd tot grotere huizen; voorbeelden hiervan zijn het huis van de schat, het huis van het skelet en het huis van de vogels.

## Waterinfrastructuur

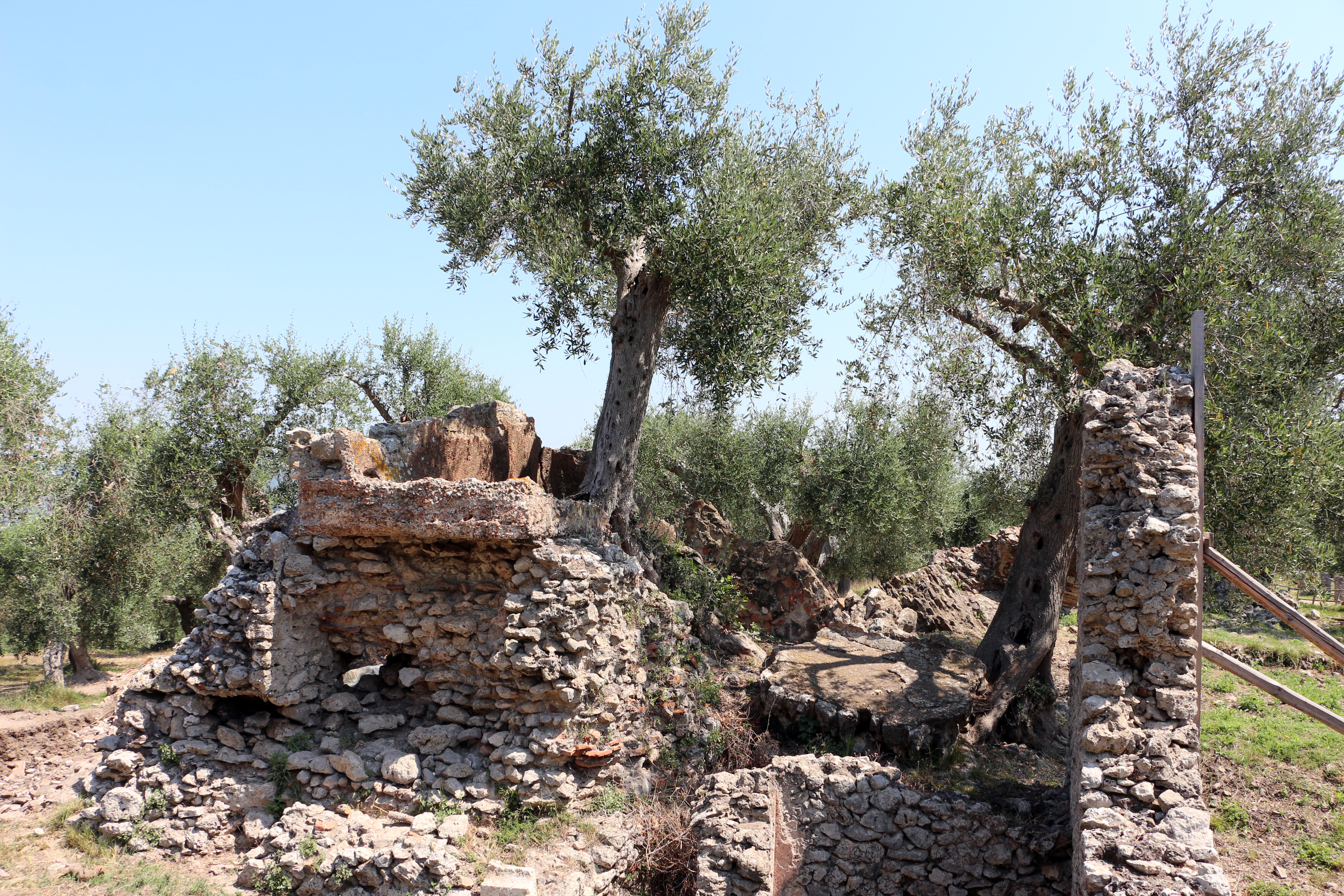
Resten van het verhoogde bassin in de thermen.

### Cisternen
De watervoorziening is in Cosa altijd een groot probleem geweest omdat er geen natuurlijk watervoorzieningen waren. Daarom had elk gebouw in de kolonie, openbaar of privé, zijn eigen systeem van cisternen ofwel waterreservoirs en kanalen voor het verzamelen en herverdelen van regenwater. Dit waren grote wateropslagreservoirs: de atriumhuizen hadden cisternen met een inhoud van tussen de 30.000 en 75.000 liter. Bij de opgravingen zijn tientallen van dergelijke wateropslagplaatsen gevonden. In de oostelijke hoek van het forum ligt het oudste reservoir, dat tijdens de bouw van de kolonie in de derde eeuw v.Chr. werd aangelegd als watervoorraad voor de nieuwe bewoners. Deze publieke wateropslag met een capaciteit van circa 750.000 liter leverde ook water aan de nabijgelegen thermen. De opslag was oorspronkelijk open, later kreeg deze een houten dak dat op vier grote zuilen steunde; hiervan zijn de funderingen heden nog zichtbaar.

### Thermen
Het thermencomplex van Cosa wordt sinds 2013 onderzocht door een team van de Florida State University. De thermen bevinden zich noordwestelijk van het forum tussen de straten O, N, 5 en 6, met de ingang aan straat O, tegenover het forum. De baden werden in de laatrepublikeinse periode aangelegd. Het benodigde water kwam grotendeels uit het grote reservoir aan het forum, dat via een ondergrondse leiding met de thermen was verbonden.
Een hoge muur in opus incertum ondersteunt een rechthoekig bassin met een waterbestendige cocciopesto-bekleding. Hoe de Romeinen water in dit verhoogde bassin hebben gekregen is nog niet duidelijk. De andere gebouwen kunnen worden geïnterpreteerd als de gebruikelijke structuren in Romeinse badhuizen: het frigidarium, het tepidarium en het caldarium, met bijgebouwen zoals latrines, kleedkamers en sportruimtes. Het water werd verwarmd in een praefurnium (stookruimte) waarna het door tubuli werd getransporteerd naar het alveus (zwembad) en laconicum (zweetbad). Niet ver van het verhoogde bassin ligt een cirkelvormige structuur in opus latericium, dat wordt geïnterpreteerd als sudatorium (sauna) vanwege het hypocaustum onder de mozaïekvloer.

## Forum

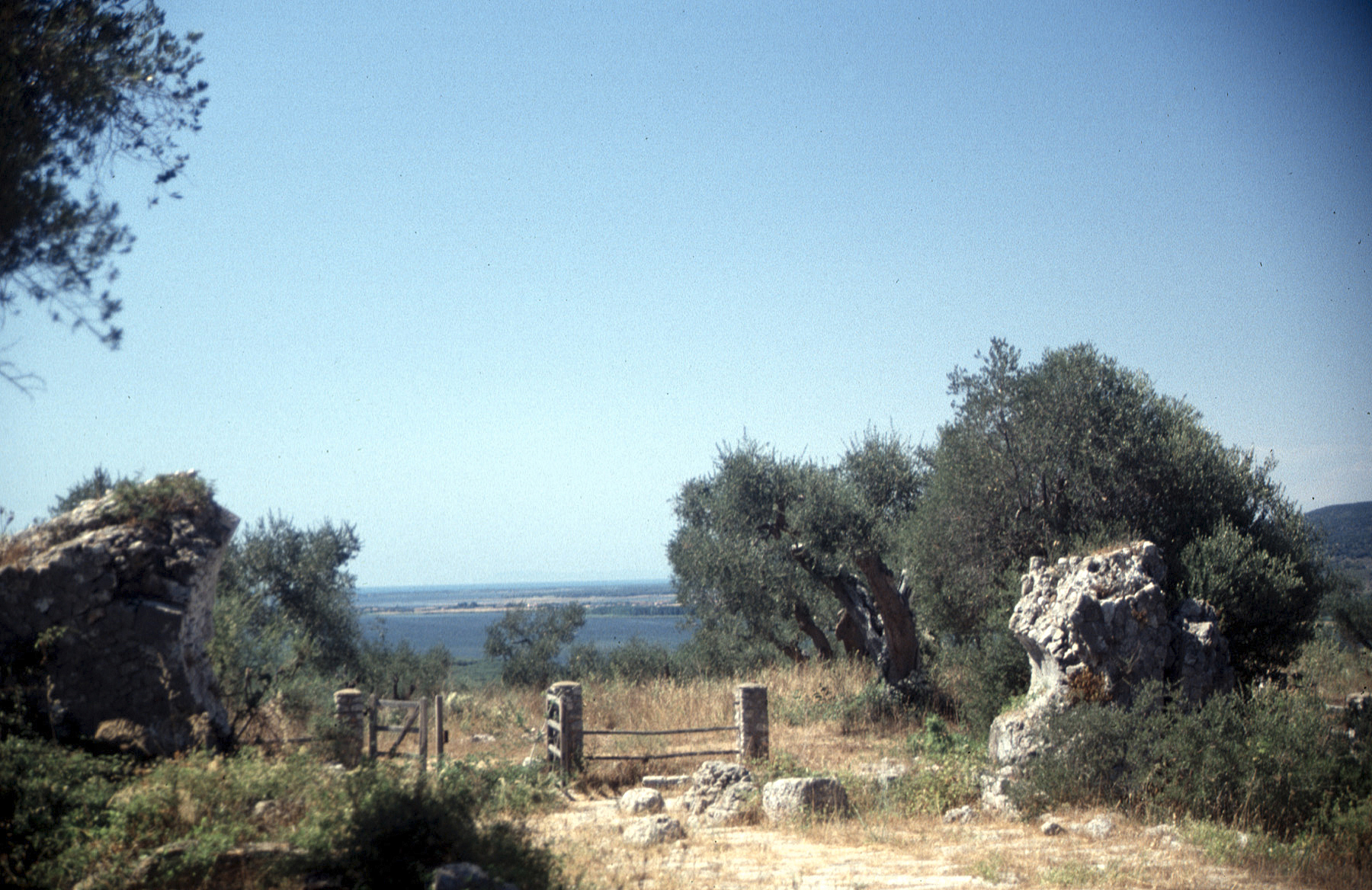
Resten van de triomfboog.

Het forum heeft een rechthoekig grondplan van 88 bij 35 meter. De hoofdingang bevond zich aan de noordwestelijke zijde en moet in de oudheid een monumentale uitstraling hebben gehad dankzij een triomfboog met drie onderdoorgangen. Het speelde een bijzonder belangrijke rol in de stad omdat hier, aan de noordelijke kant, de belangrijkste civiele en religieuze gebouwen stond: de basilica, het curia-comitium-complex en de tempel van Concordia, ook bekend als tempel B. Aan de andere zijden van het forum bevonden zich tabernae, winkeltjes en eetgelegenheden met daarachter en erboven woningen, die hun ingang aan het plein hadden. Een door woningen omringd forumplein is ongebruikelijk maar niet helemaal onbekend; volgens Livius liet koning Tarquinius rond 600 v.Chr. Romeinse burgers al woningen bouwen aan het Forum Romanum. Het comitium en de carcer (gevangenis) stammen uit de 3e eeuw v.Chr., de meeste andere gebouwen werden in de 2e eeuw v.Chr. gebouwd.

### Basilica

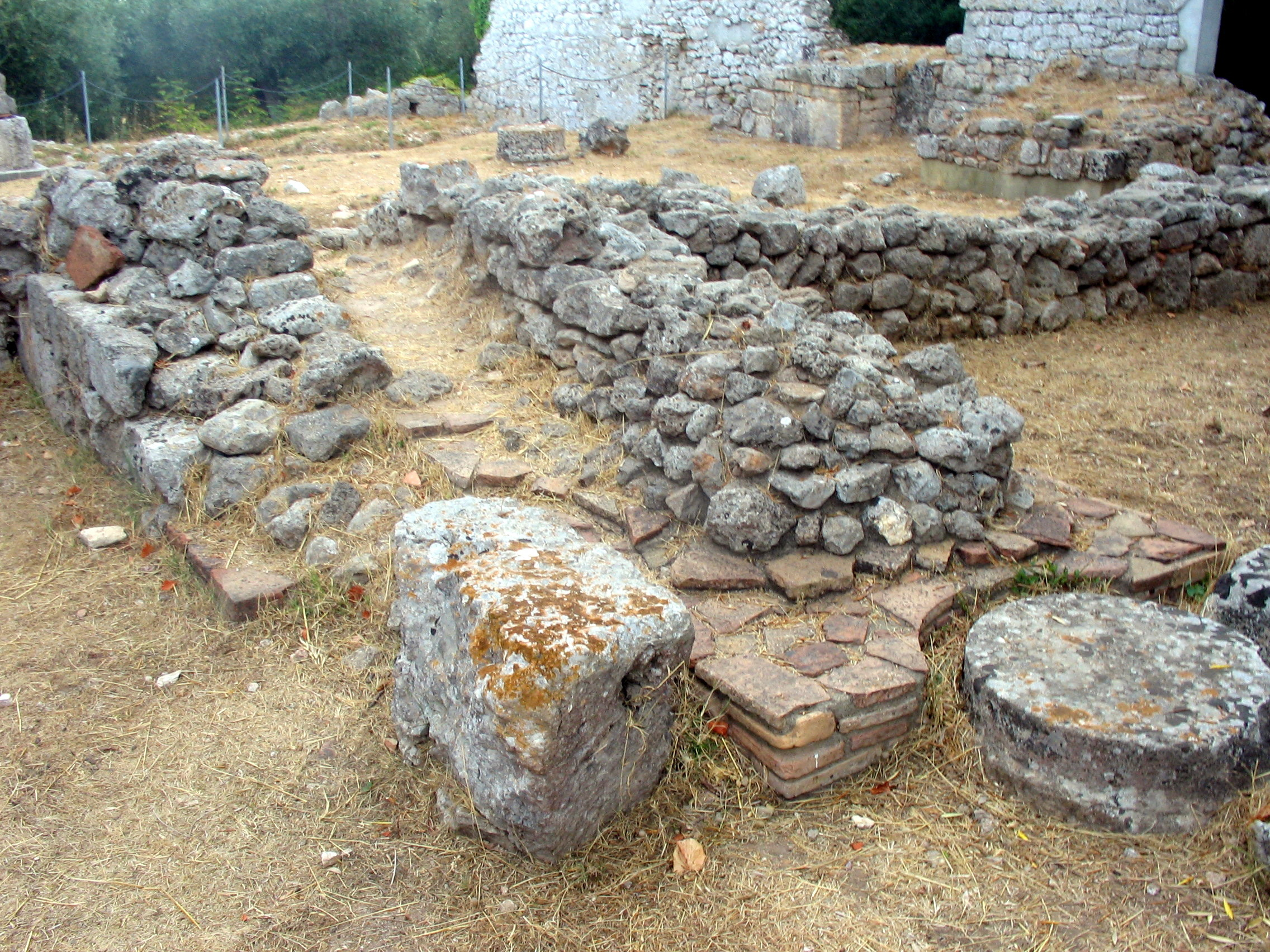
De basilica.

Van de basilica zijn vandaag de dag nog maar enkele sporen zichtbaar, grotendeels afkomstig van de latere stadia van het gebouw. De bouw gaat terug tot ongeveer 140 v.Chr. en was de laatste toevoeging aan het forum, na de eerder voltooiing van de curia en de tempel. De basilica heeft een rechthoekig grondplan van 35,89 x 27,05 meter met zestien interne kolommen die een groot centraal middenschip en omringende kooromgang omlijnen. Middenin de achterwand was een nis, waarin mogelijk beelden stonden. De portico met zes pilaren keek uit op het forum. Het gebouw had op de eerste verdieping een colonnade met daarboven een hellend houten spantendak. Onder de basilica zijn twee grote waterreservoirs in de rots uitgehouwen, waarvan de oudste sinds de stichting van de kolonie bestaat. De basilica is de oudste van zijn soort in de koloniën en werd in dezelfde periode gebouwd als de eerste grote basilica's in Rome. Het bouwwerk komt overeen met de beschrijving van een basilica in De architectura van Vitruvius. Midden 1e eeuw werd het gebouw in opdracht van keizer Nero getransformeerd in een odeum, waaraan een ter plaatse ontdekte inscriptie herinnert. Het vierhoekige gebouw rustte op rechthoekige pilaren die de onderste kolommen van het schip vervingen, dit om de stabiliteit van de verhoging van het podium en de zitplaatsen voor toeschouwers te garanderen. Aan het einde van de 3e eeuw werd Cosa verlaten en raakte de stad in verval. In de 6e eeuw werd op de ruïnes van het bouwwerk een kerk gebouwd, waarbij voor de lange zijden de nog bestaande constructie werd gebruikt. Het zuidoostelijke deel aan het plein werd omgevormd tot twee ruimtes met ovens en twee andere ruimtes, waarschijnlijk woningen.

### Comitium en Curia

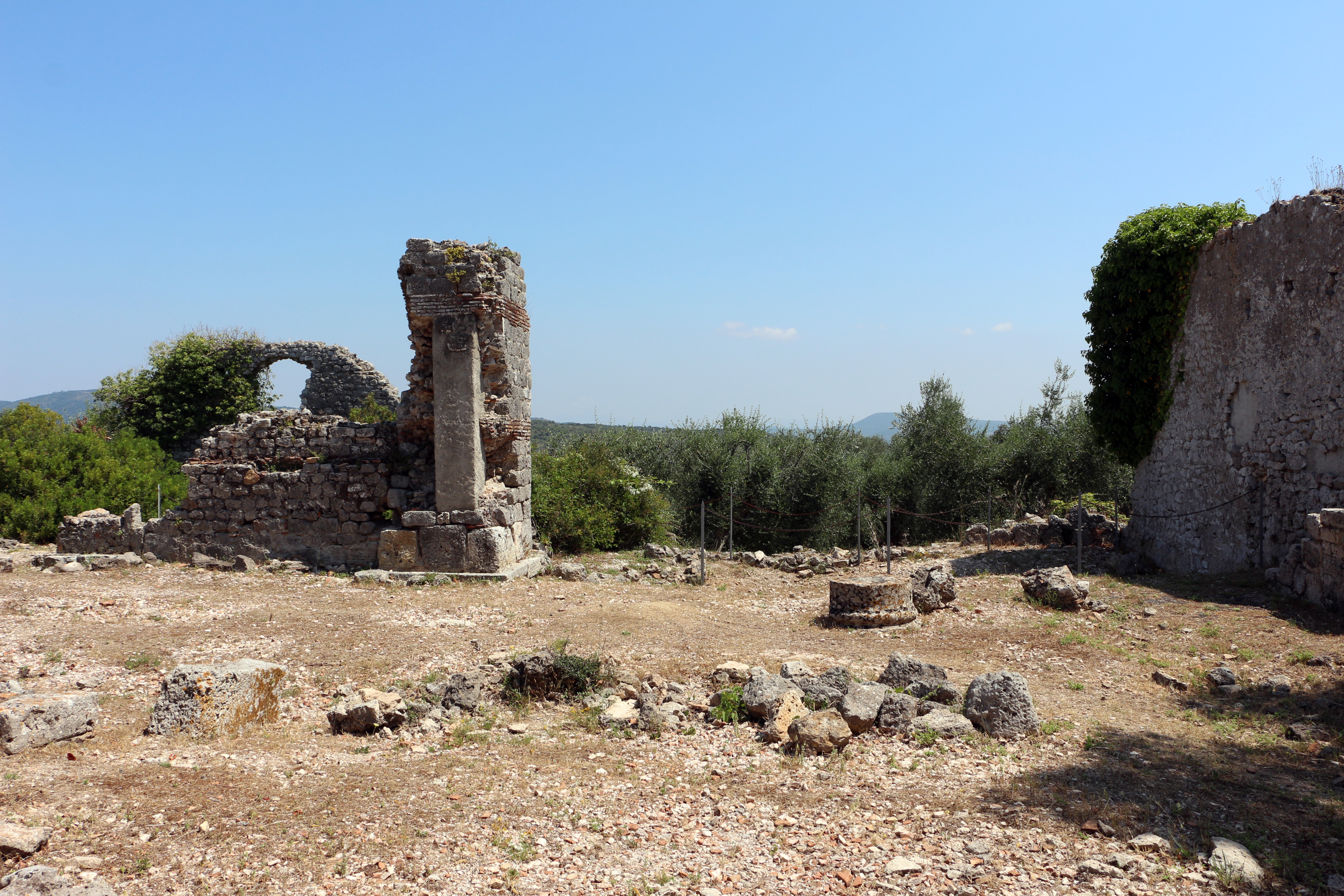
Het comitium.

Ten oosten van de basilica zijn de ruïnes van het curia-comitium-complex nog steeds duidelijk zichtbaar. Dit publieke gebouw, het oudste van de stad, werd gebruikt voor de activiteiten van de magistraten en vergaderingen van de inwoners. Het comitium was toegankelijk vanuit het forumplein. De cavea, de cirkelvormige Griekse en Romeinse tribune, had een diameter van 8,60 meter. Daarboven lag een rechthoekige tweede tribune; samen boden deze plaats aan circa 600 mensen. In het verlengde van het comitium lag in het zuidwesten een overdekt gebouw dat over de vergaderplaats uitzag. De oriëntatie was hetzelfde als bij het comitium in Rome, waar dit gebouw de Curia Hostilia was. De functie van het gebouw in Cosa is onbekend.
Bovenaan de noordwestelijke tribune was de toegang tot de curia, oorspronkelijk aangeduid als tempel C. Het was een klein overdekt bouwwerk van twee verdiepingen: de bovenverdieping was het eigenlijke bestuursgebouw, terwijl de benedenverdieping mogelijk een tabularium (archief) was. Het gebouw was enkel bereikbaar vanuit het comitium; boven de tribunes was een houten trap tegen de buitenmuur van het bestuursgebouw geplaatst om de bovenverdieping te bereiken. Na de komst van nieuwe kolonisten in 197 v.Chr. werd de curia uitgebreid met twee nieuwe ruimtes aan de linker- en rechterkant van het centrale gebouw; de linkerruimte werd waarschijnlijk het archief, terwijl in de rechterruimte kantoren kwamen voor de magistraten. In de 2e of 3e eeuw werd een Mithras-tempel (mithraeum) onder de rechterkamer gemaakt. Langs de muren zijn platformen en sokkels zichtbaar, mogelijk voor beelden van Cautes en Cautopates, de toortsdragers van Mithras. Het altaar van metselwerk bevond zich aan de achterkant van de ruimte. In de 4e en 5e eeuw was Cosa verlaten en tot ruïnes vervallen. Daarna was er weer enige bewoning. Omdat de oude wegen van de stad vol puin lagen ging men nu vanaf de Porta Romana over een opgeworpen puinweg naast de ruïnes van het comitium over het forum naar de processieweg richting het capitolium.

### Tempel van Concordia

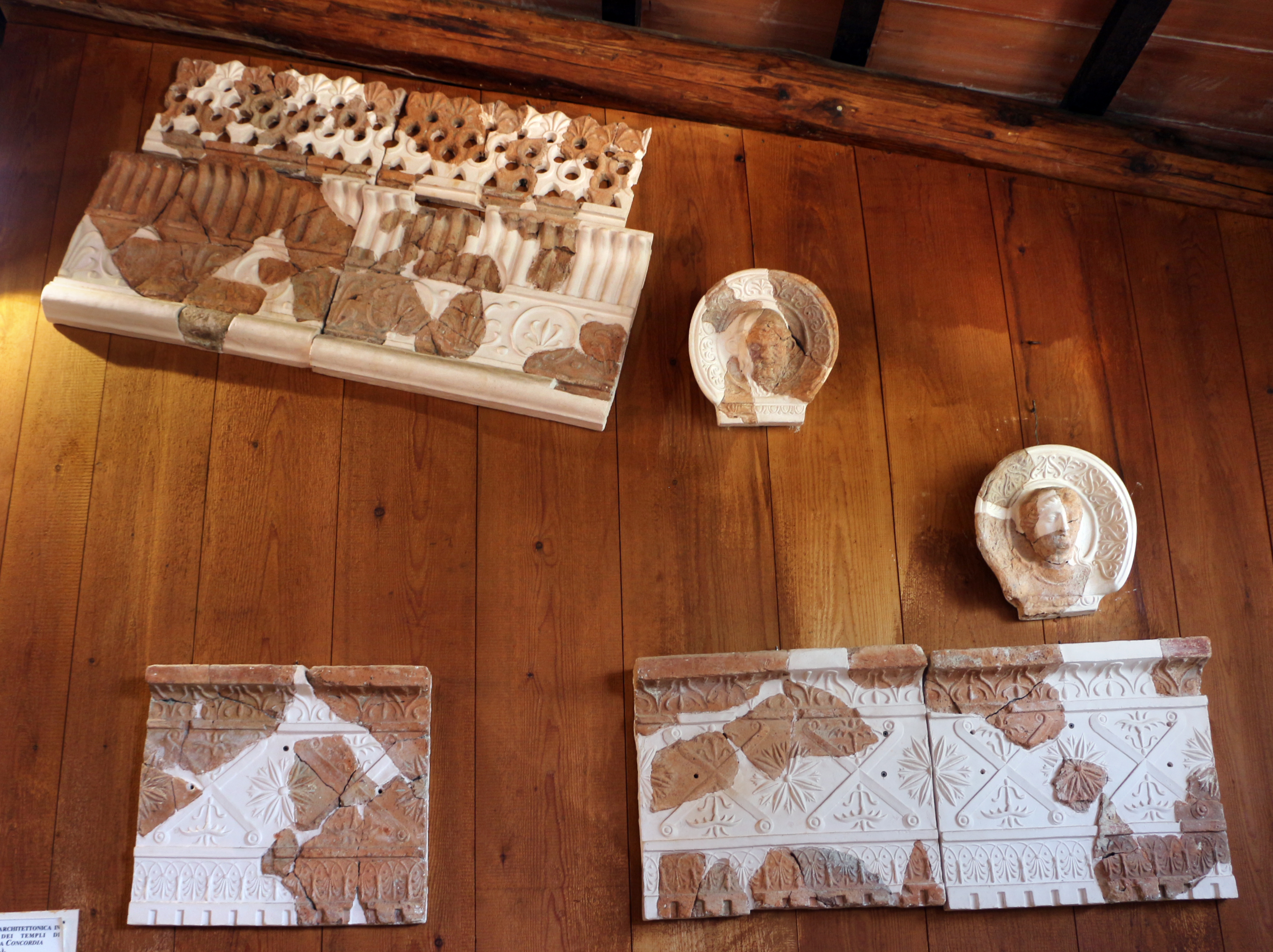
Decoratieve elementen van de tempel van Concordia in het Museo archeologico nazionale di Cosa.

Het oorspronkelijk als tempel B bekend staande heiligdom werd rond 175 v.Chr. gebouwd, mogelijk op de resten van een vroegere tempel; dit zou verklaren waarom de tempel geen centrale positie aan het forumplein bekleedt. De tempel was gewijd aan Concordia, de Romeinse godin van de eendracht.
De tempel had een enkele cella met een pronaos met twee rijen van twee zuilen aan de voorkant. In de 10e en 11e eeuw werd een christelijke kerk gebouwd op de ruïnes van de oude tempel. Onder de opgegraven vondsten bevinden zich talrijke fragmenten die betrekking hebben op de architectonische versieringen van het bouwwerk, die daarom grotendeels kan worden gereconstrueerd. De karakteristieke elementen van Etruskisch-Romeinse tempels werden gevonden, zoals antefixen, cymatia, lijsten en bekledingsplaten. In de loop der tijd werden enkele wijzigingen aangebracht aan de decoratie. Een reconstructie van de architectonische decoratie van de tempel wordt tentoongesteld in het Museo archeologico nazionale di Cosa. In het fronton waren keramische sculpturen aangebracht, waarvan talloze fragmenten zijn gevonden. Hierdoor is het mogelijk enkele van de afgebeelde personages te reconstrueren: een bebaarde man met een Frygische muts, gekleed in een tuniek en laarzen; twee kinderen, twee gedrapeerde vrouwen en andere mannelijke en vrouwelijke figuren. Een volledige identificatie van de personages is lastig, maar het is waarschijnlijk dat de scène een mythologisch karakter had. De vondsten omvatten ook decoraties waarvan wordt aangenomen dat ze deel uitmaken van een fries met strijdwagens en een deel van de figuur van een wagenmenner met een lang gewaad. Het is daarom mogelijk dat er een fries langs de muur van de cella liep, of dat deze elementen in de tempel versierden, zoals het altaar of de basis van het cultusbeeld.
Zuidwestelijk van de tempel van Concordia staat een gebouw dat wordt geïnterpreteerd als een carces ofwel gevangenis. Deze interpretatie steunt op de de bijzondere bouwwijze op twee niveaus, waarvan de onderste als gevangeniscel werd geïdentificeerd. De rechthoekige ondergrondse cel had een tongewelf en het gebouw daarboven was verdeeld in twee ruimtes.

### Heiligdom van Liber Pater
Ten zuidoosten van het plein aan de andere kant van straat Q lag een heiligdom dat is gedateerd op de 3e eeuw. Op basis van een ontdekte inscriptie die nu in het museum wordt bewaard met daarop de naam "Liber" lijkt het erop dat het heiligdom was opgedragen aan Liber Pater, god van de landbouw en vruchtbaarheid. Het heiligdom is samengesteld uit hergebruikte bouwmaterialen van gebouwen elders in de stad, wat er op wijst dat de stad nadat deze in de 2e eeuw was verlaten nooit meer volledig bewoond werd.

## Capitoolheuvel
Het capitool, ook bekend onder de naam arx, Latijn voor akropolis ofwel citadel, was het hoogste punt van de stad. Op dit volledig ommuurde gedeelte gelegen op de zuidpunt van Cosa stonden enkel tempels, hoewel er kort na de stichting van de kolonie misschien enkele woonhuizen hebben gestaan. Al in de 3e eeuw v.Chr. waren hier heiligdommen aanwezig: een vierkant kalksteenplatform van 7,4 bij 7,4 meter op het hoogste punt en een diepe scheur in de rots waarin sporen van as en voedselresten werden gevonden wijzen erop dat deze plek een rituele betekenis had. Het platform, door de onderzoekers Cosa Quadrata genoemd, had dezelfde oriëntering als het stratenplan en was mogelijk een auguraculum. De cella van de hoofdtempel op het capitool werd bovenop deze heilige plaatsen gebouwd.

### Tempel van Jupiter
De tempel van Jupiter werd gebouwd in 240 - 220 v.Chr. en was het oudste heiligdom op het capitool. De tempel ging in de 1e eeuw verloren, waarschijnlijk door brand. Er zijn niet genoeg gegevens om de precieze vorm van dit gebouw vast te stellen, maar het was een vrij kleine tempel met een enkele cella, die vlakbij en parallel aan de stadsmuur lag, met de ingang naar het oosten. Vanwege de opgegraven dakpannen is het zeker dat de tempel zoals de meeste Romeinse tempels een zadeldak had. Mogelijk leek de tempel op de latere tempel van Mater Matuta. De identificatie met de cultus van Jupiter werd gedaan op basis van de ontdekking van decoratief materiaal, waaronder afbeeldingen van Minerva en Hercules. Maar of de Romeinse oppergod hier werkelijk aanbeden werd is verre van zeker. De gevonden decoratieve elementen van de tempel zijn mogelijk afkomstig van het fronton en worden tentoongesteld in het Nationaal Archeologisch Museum van Cosa.

### Tempel van Mater Matuta

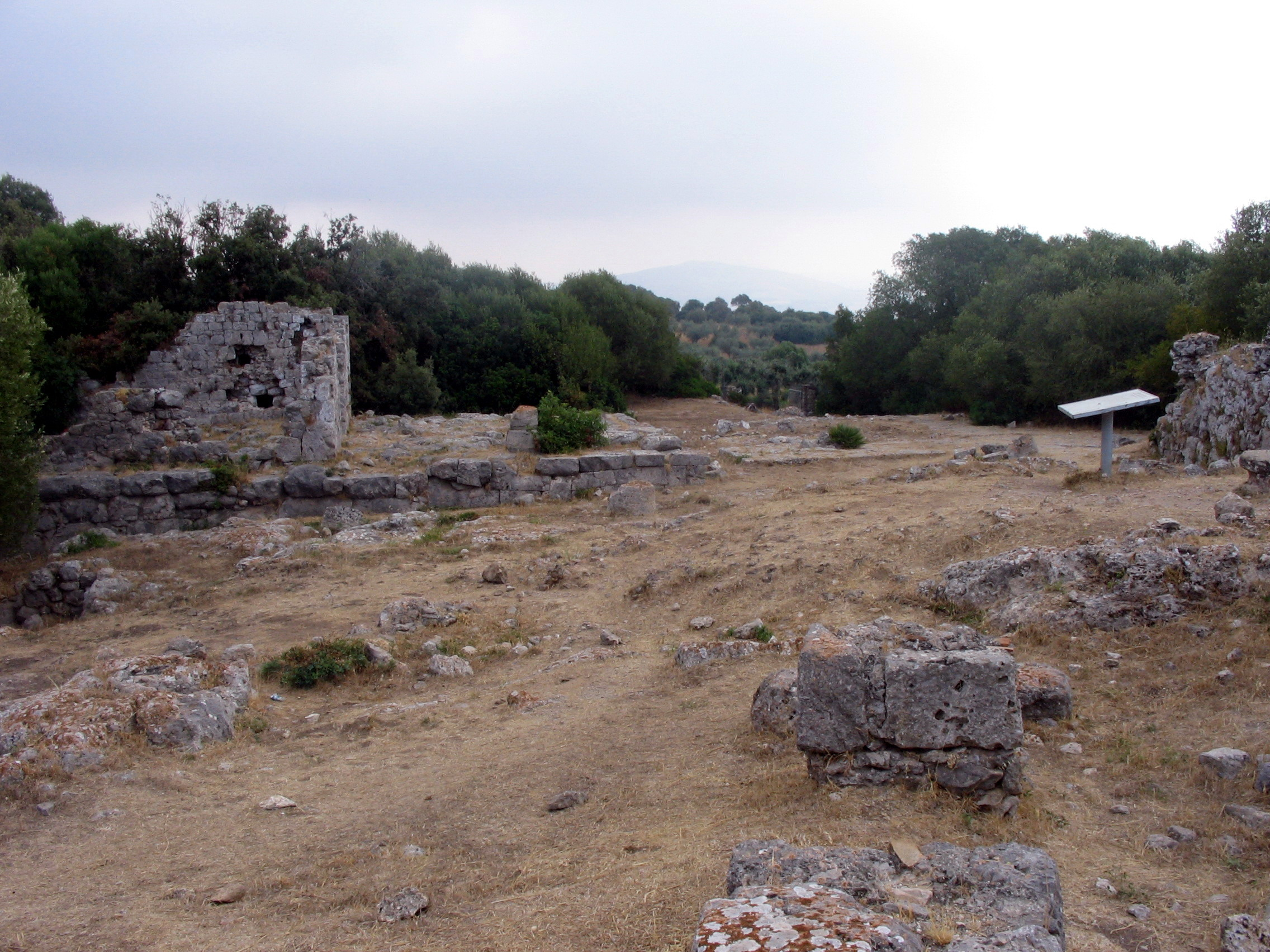
Tempel van Mater Matuta.

De overblijfselen van dit kleine heiligdom op het capitool zijn nog zichtbaar. Het gebouw staat op een verhoogd podium van 11 x 14,5 meter, dat is opgetrokken uit grote, grotendeels trapeziumvormige natuurstenen. Het heiligdom stond oorspronkelijk bekend als tempel D en werd later geïnterpreteerd als de tempel van Mater Matuta, de godin van het voorjaar, geboorte en groei. De kleine afmeting en de marginale positie van de tempel op het capitool duidt op een ondergeschikte rol. De tempel is gedateerd op 170 - 160 v.Chr. en bestond oorspronkelijk uit een enkele cella van 9,25 meter in het vierkant met een betonvloer in opus signinum, die doorliep in de pronaos. Mogelijk stonden op deze plek eerder een of meerdere huizen uit de begintijd van de kolonie. Het hoofdgestel werd gedragen door vier zuilen van de Toscaanse orde. De toegang was via een trap aan de voorkant van de tempel, waar zich ook het altaar bevond. Hiervan bestaan enkel nog de fundamenten. Vermoedelijk vond aan het begin van de 1e eeuw een grote renovatie plaats, waarbij de decoratie werd vernieuwd en vier nieuwe zuilen voor de oude zuilen werden opgetrokken. Verder werden de zijwanden verlengd tot aan de oude buitenste zuilen en werden de middelste twee zuilen weggehaald. Achter deze tempel liep een pad naar de poterne in de stadsmuur.
De originele decoratie omvatte tal van terracotta-elementen, waaronder bekledingsplaten, antefixes en lijsten. In het eerste kwart van de 1e eeuw werd de tempel gerenoveerd. Er zijn nog maar weinig sporen over van de sculpturen uit het fronton. De identificatie van de cultus van Mater Matuta werd gesteld op basis van de ontdekking van een staand vrouwelijk standbeeld met gedrapeerd gewaad en lange golvende lokken. Fragmenten van een fries met afbeeldingen van dolfijnen bevestigen dit vermoeden: Mater Matuta was de moeder van Portunus en samen beschermden ze zeevaarders en havens. Een verdere bevestiging komt van twee inscripties die de aanwezigheid van een moedercultus in Cosa noemen.

### Capitolium

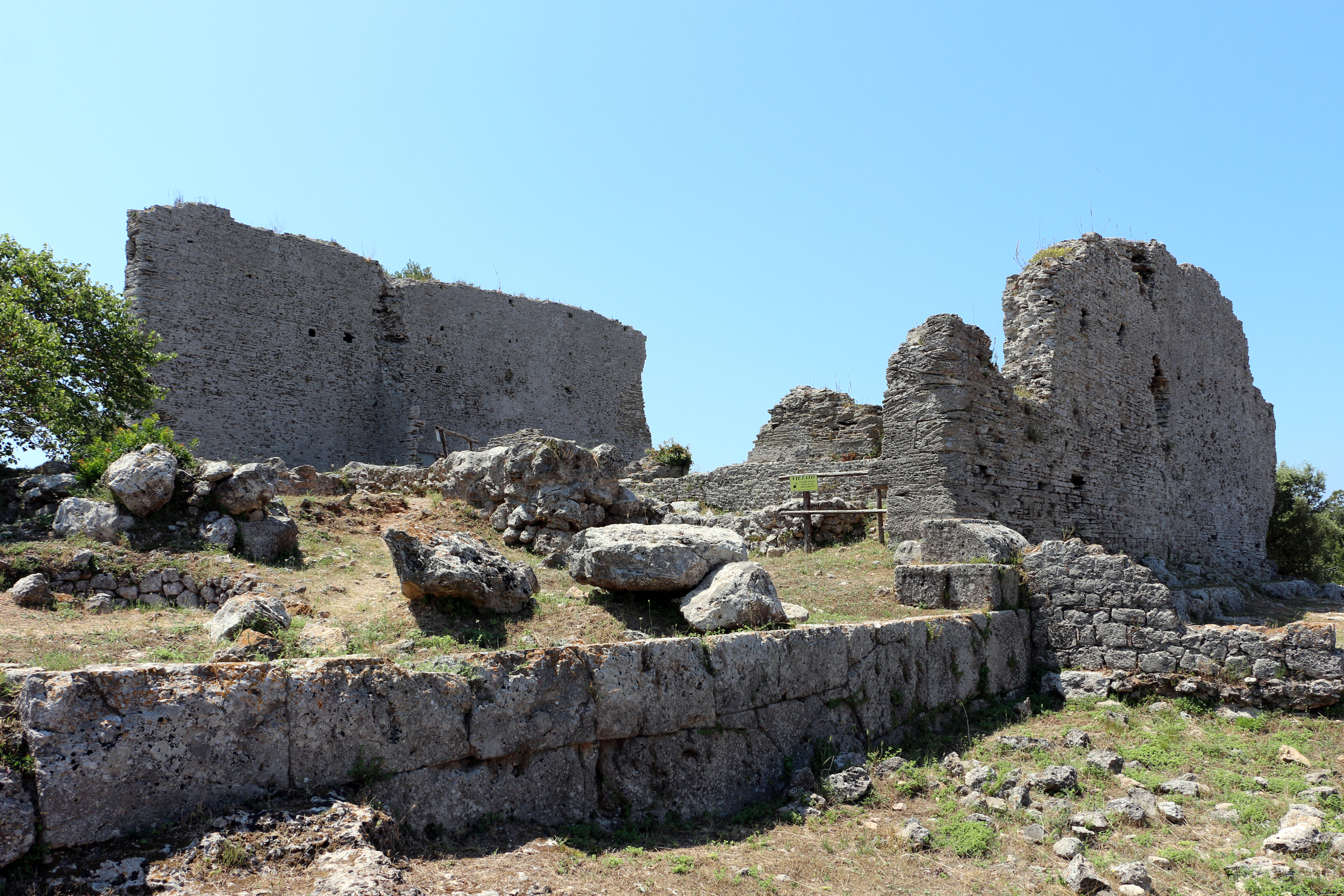
Tempel van het Capitolijnse godentrias.

Het capitolium is het eindpunt van processieweg P, die begint bij het forumplein. Van deze hoofdtempel zijn nog duidelijk herkenbare structuren tot 9 meter hoogte zichtbaar. De tempel heeft een grondvlak van 20,7 x 25,9 meter en werd rond 150 v.Chr. gebouwd. De tempel staat op een met veelhoekig werk bekleed terras. De toegang vond plaats via een tufstenen trap die naar het podium leidde. De tempel bezat drie cella's, een portico met vier zuilen met daarachter nog twee zuilen tussen de deuren. Er wordt verondersteld dat de zuilen bijna 7 meter hoog waren, op een totaal van 18 meter voor het hele complex. De aanwezigheid van drie kamers duidt erop dat dit een tempel was van het Capitolijnse godentrias. De betonnen vloeren waren voorzien van vloermozaïeken. Onder de zeer diepe pronaos en voor de cella's bevindt zich een lang, diep waterreservoir van 14,54 x 3,26 meter. Het is aan de binnenkant afgewerkt met keramiekfragmenten in een dikke laag betonmortel, waarbij de korte zijden zijn afgerond. Hierdoor is de binnenmaat nu 14,21 x 2,37 meter en heeft het een capaciteit van ongeveer 125.000 liter. De keramiekfragmenten zijn afkomstig van de terracotta-decoraties en dakpannen van de tempel van Jupiter. Op het terras voor de tempel stond het vierkante altaar, dat echter niet dezelfde oriëntatie had als het heiligdom.
Aan het einde van de 1e eeuw v.Chr. vond een grootscheepse verbouwing plaats. De tempel kreeg een nieuwe decoratieve bekleding en de heilige ruimte werd uitgebreid. Hiervoor werd het terras naar voren uitgebreid en daar weer voor een nieuwe trap aangelegd. De trap werd omsloten door een hoge muur met een boog aan de voorzijde als enige toegang. De tempel was rijkelijk gedecoreerd met architecturale terracotta-elementen, waaronder antefixen, bekledingsplaten, friezen en kroonlijsten, die in de loop der tijd talloze restauraties en renovaties ondergingen. In het midden van de 1e eeuw v.Chr. werden de sculpturen in het fronton vervangen. De originele sculpturen hadden niet allemaal dezelfde dimensies; van de 14 gereconstrueerde beelden waren er slechts vijf levensgroot, het formaat van de andere beelden was driekwart, de helft of een derde van de hoofdfiguren. De vervangende figuren waren allemaal even groot. Van beide groepen zijn fragmenten te zien in het museum. Het onderwerp van de frontonversiering van de tempel wordt verondersteld een verzameling van goden te zijn, waaronder Jupiter, Juno en Minerva.
Vanaf de 2e eeuw lijken er geen activiteiten meer op het capitool te hebben plaatsgevonden totdat in de 6e eeuw een kerk op de plaats van de oude basilica aan het forumplein werd gesticht. In die periode werden er tussen het capitolium en de tempel van Mater Matuta een aantal gebouwen neergezet, mogelijk twee schuren en een stal. Ook werden er nieuwe vestingwerken gebouwd en in de 9e of 10e eeuw werd er een kerk met begraafplaats op het capitool gebouwd.

## Oostelijke heuvel
De oostelijke heuvel werd in de 2e eeuw v.Chr. geëgaliseerd, waarna er een heiligdom op werd gebouwd, die door de onderzoekers tempel E wordt genoemd. Door de nivelleringen in de middeleeuwen zijn nog maar weinig sporen achtergebleven, waardoor onduidelijk is wie hier werd aanbeden. Het was een relatief kleine tempel met een grondvlak van 6,25 x 11,25 meter en een podium van grote kalksteenblokken in opus isodomum, waardoor men vanuit de tempel uitkeek op de zee. De datering werd bereikt door de vondst van een amfora uit de 2e eeuw v.Chr. die in het podium verwerkt was en de vondst van een aantal terracottadecoraties in dezelfde stijl als die van het capitolium en de tempel van Concordia, die beide uit de 2e eeuw v.Chr. stammen. Nadat de stad in 70 v.Chr. verlaten werd lijkt het oostelijk gebied eeuwenlang in onbruik te zijn geweest.
Pas in de 11e eeuw zijn er weer sporen van activiteit. Er werden houten gebouwen neergezet, daarna een toren en vestingwerken. Binnen de vesting werd in de 12e eeuw een cisterne aangelegd met daarop een toren, waarop mogelijk een katapult stond. Binnen de vesting stonden ook houten woonhuizen. De cisterne was in de 13e eeuw waarschijnlijk in gebruik als gevangenis, getuige de graffiti op de muren. In 1329 viel een leger uit Siena de stad aan en werden de vestingwerken vernietigd.

## Woonhuizen

### Huis van Diana

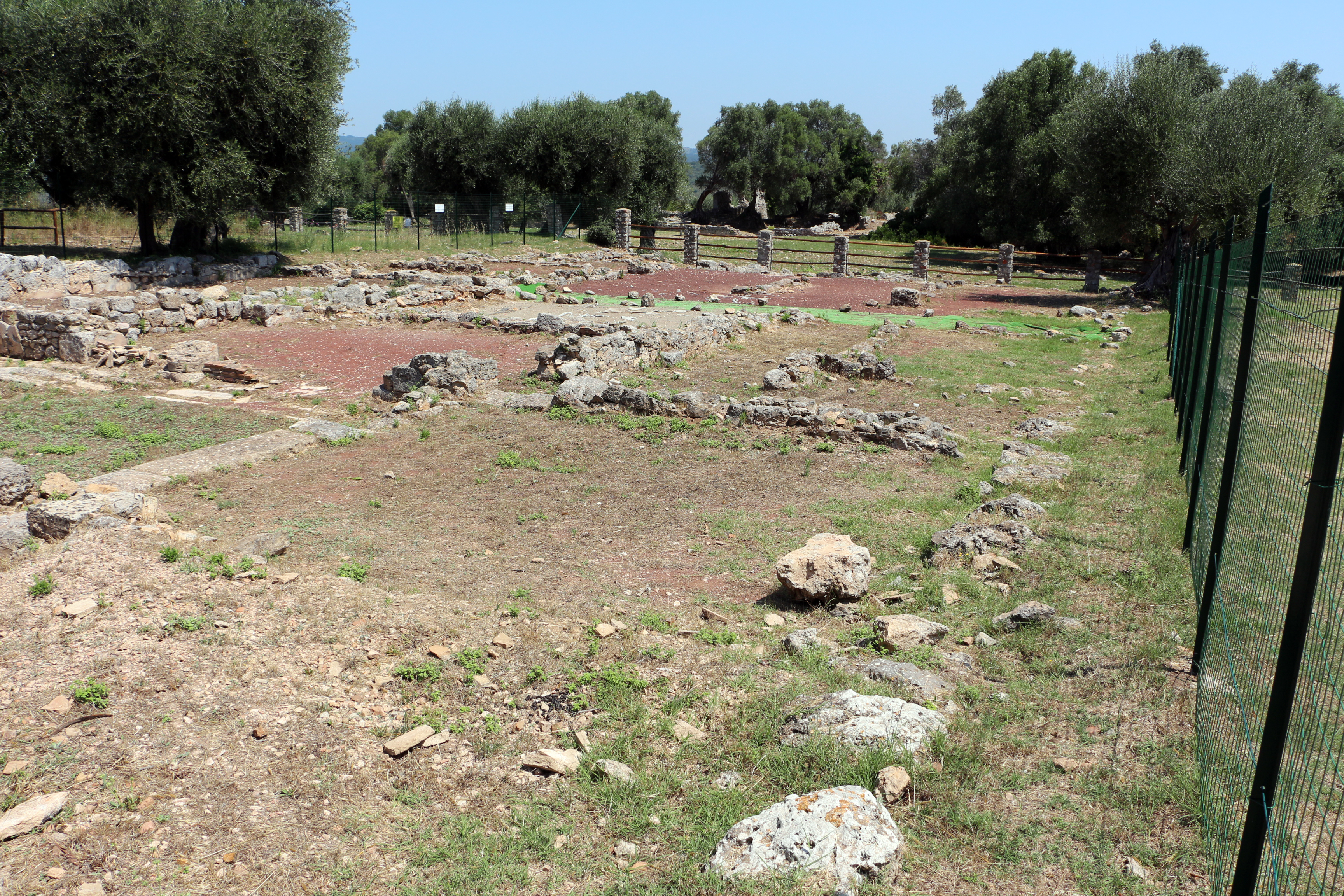
Huis van Diana.

Atriumhuis V, beter bekend als het huis van Diana, was een van de acht atriumhuizen aan het forumplein. Deze hadden allemaal een gevelbreedte van 60 voet, bijna 18 meter. Het huis van Diana stamt uit de eerste helft van de 2e eeuw v.Chr. en heeft twee tabernae aan de kant van het forumplein. Vanwege de vondsten in de winkeltjes denken de onderzoekers dat een van de zaken wijn verkocht en de andere maaltijden. Het huis werd aan het begin van de 1e eeuw v.Chr. tijdens een overval van (waarschijnlijk) piraten verwoest en pas ten tijde van Augustus herbouwd. Er zijn sterke aanwijzingen dat het huis ten tijde van Nero en Claudius werd bewoond door edelman Lucius Titinius Glaucus Lucretianus, die verantwoordelijk was voor de herbouw van het forum en capitolium.
Tussen de winkeltjes lag het vestibulum; sporen in de betonvloer wijzen erop dat in de deze halfopen ruimte links en rechts twee zitbanken  stonden. Vanuit de ianua, de entree, was er via een smalle gang (fauces) een rechtstreekse toegang tot het rechthoekige atrium, dat was voorzien van een centraal impluvium. Onder het achterste deel van het atrium lag een groot waterreservoir, dat door het impluvium werd gevoed. Aan de rechterkant van het atrium bevonden zich twee cubicula en links lagen oorspronkelijk ook twee cubicula, die bij de herbouw werden samengevoegd tot één ruimte die als wintereetkamer werd gebruikt. Daarachter lagen links en rechts twee alae, open zijkamers waarvan de linkse waarschijnlijk in gebruik was als lararium, de huiskapel. De grote ruimte achter het impluvium was het tablinum, de ontvangstruimte van de heer des huizes. Links hiervan liep een gang die links toegang gaf tot enkele kleine kamers, mogelijk een voorraadkamer, wasruimte en keuken. Oorspronkelijk was dit een enkele ruimte die getuige de hier gevonden waterafvoer als keuken en wasruimte dienstdeed. Achter de gang lag de tuin en de losstaande betegelde badruimte met daarachter een verhoogde wateropslag. Rechts lag het triclinium, de eetzaal, waarvan bij de herbouw de achterwand werd verwijderd zodat men zicht had op de ommuurde tuin. In deze tuin stond sinds de 1e eeuw een kleine privétempel van Diana. Tussen het huis van Diana en atriumhuis IV lag een open verbindingsgebouw dat het forumplein verbond met de brede processieweg naar de capitoolheuvel. De open ruimte was 18 meter breed, bekleed met een betonvloer in opus signinum en sloot precies in het midden aan op het plein. De weg liep onder het overdekte gebouw door, aan beide kanten geflankeerd door zuilen.

### Huis van de schat
Dit huis aan straat M dankt zijn naam aan de ontdekking van een grote muntschat van 2004 zilveren denarii, die onder de vloer van de voorraadkast was verborgen. Het grootste gedeelte van de munten stamt uit de 1e eeuw v.Chr. en de nieuwste, uit 74-72 v.Chr., zijn weinig gebruikt. De zilverschat is dus vrijwel zeker verborgen kort voordat Cosa rond 70 v.Chr. bij een grootscheepse aanval werd vernield en verlaten.
De vondst van twee zwart geschilderde vazen met de letters Q. FVL. op de bodem maakte een indentifcatie van de bewoner mogelijk, namelijk een zekere Quintus Fulvius en het gebouw staat daarom ook wel bekend als het huis van Quintus Fulvius. Het huis werd gebouwd tussen 90 en 80 v.Chr. op resten van twee eerdere woningen. Het gebouw was ingedeeld in drie kamers en een grote ruimte, die later in tweeën gedeeld werd. Er zijn fragmenten gevonden van een wanddecoratie in eerste Pompeiaanse stijl. De vloeren in rood opus signinum waren versierd met witte tegels.
Het Museo archeologico nazionale di Cosa is op de resten van dit huis gebouwd. Rechts naast het huis lagen twee kleine huizen uit de Republikeinse tijd, waarschijnlijk hadden de twee huizen waarop het huis van de schat is gebouwd ongeveer dezelfde indeling.

### Huis van het skelet

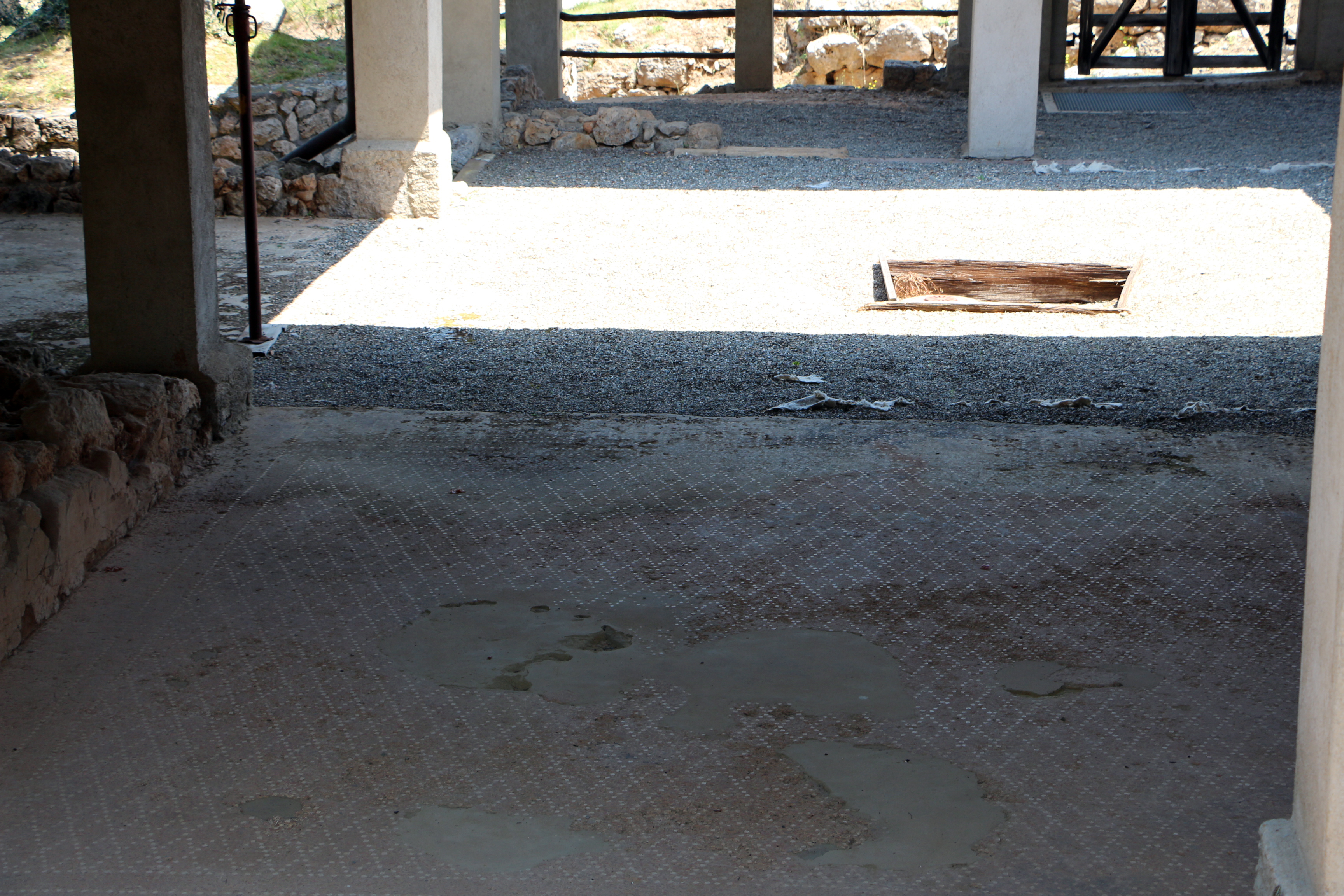
Opus signinum-vloer in het huis van het skelet.

Aan de overkant van dezelfde straat M, schuin tegenover het huis van de schat, ligt het huis van het skelet. Omdat de opgraving van dit huis werd gefinancierd door de State University of New York wordt dit ook wel het "SUNY House" genoemd. In de wateropslagplaats van dit huis werd het skelet van een volwassen man aangetroffen, die waarschijnlijk de dood vond rond 70 v.Chr. tijdens de vernietigende aanval op Cosa, waarbij het huis in vlammen opging.
Het huis heeft een atrium met in het midden een impluvium, wat er op wijst dat het dak een compluvium had. Onder de centrale ruimte ligt een groot rechthoekig waterreservoir. De ruimtes rondom het atrium waren waarschijnlijk een keuken, wasruimte, voorraadruimte, slaapkamer, dierenhok en een werkruimte voor vrouwen, getuige de weefgetouwgewichten die hier zijn gevonden. Rechts was een trap naar de bovenetage. Het huis had twee exedrae, voor de zomer (aestiva) en de winter (hiberna). Vanaf de zomerexedra bereikte men het overdekte triclinium en de portico, die toegang gaf tot de grote tuin en de zomer-eetruimte. De meeste ruimtes hebben vloeren in opus signinum met geometrische versiering. Een deel van de wanddecoratie is bewaard gebleven. Onder het huis werden twee quadrantes uit 90-89 v.Chr. gevonden, wat zou betekenen dat het huis na 89 v.Chr. werd gebouwd. Net als het huis van de schat werd het huis van het skelet rond 70 v.Chr. verwoest.

### Huis van de vogels
Het huis van de vogels ligt tegenover het huis van de schat aan straat M. Het werd gebouwd ten tijde van Augustus door de samenvoeging van twee kleinere huizen uit de republikeinse tijd. Het huis heeft zijn naam te danken aan de decoraties met rode, witte en bruine vogels op takken van wijnstokken.

### Het huis met de cryptoporticus
Het huis met de cryptoporticus werd tussen 2005 en 2012 opgegraven. De plattegrond van het huis komt grotendeels overeen met de atriumhuizen aan het forumplein, waarvan het hierboven beschreven huis van Diana het best onderzocht is. Het huis lag aan straat 5 tegenover het forum, met de ianua, de entree, aan straat P, de brede processiestraat naar de capitoolheuvel. Via de gang (fauces) kwam men bij het atrium met impluvium, met centraal daarachter gelegen het tablinum; de ontvangstruimte van de heer des huizes. Het tablinum stond in verbinding met de daarachter liggende tuin met peristylium. In het peristylium bevond zich de regenwateropslag en de tot dusver enige cryptoporticus die in de stad is ontdekt.

## Begraafplaatsen

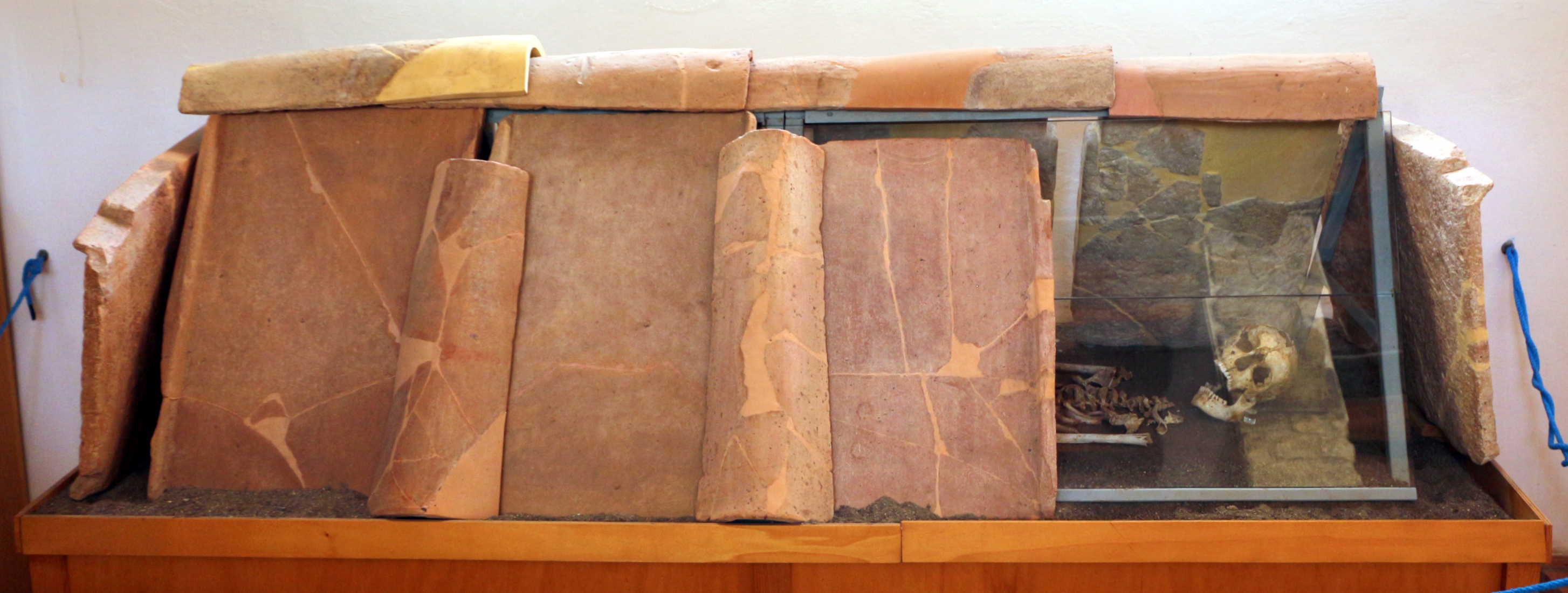
Het dakpangraf van een tienermeisje in het archeologisch museum van Cosa.

De begraafplaatsen bij Cosa hebben grafmateriaal opgeleverd dat dateert uit de 3e eeuw v.Chr. tot de 4e eeuw. De grafvelden bevonden zich in het oosten, langs de weg die naar de haven leidde, en in het noordwesten, langs de weg die van Cosa naar de tombolo van Feniglia leidde. In de oostelijke begraafplaats bevinden zich grafmonumenten in de vorm van kleine antentempels in Magna Graecia-stijl (aediculae), die vermoedelijk uit het begin van de 2e eeuw v.Chr. stammen. Verder stroomafwaarts ligt een graftombe die aan het einde van de 2e of het begin van de 1e eeuw v.Chr. werd gebouwd. De tombe heeft een kubusvormige basis waarop een rechthoekige structuur met concave zijkanten staat, bedekt met zandstenen platen met stucwerk.
De noordwestelijke necropolis werd in de vroege keizertijd aangelegd. het gebied herbergt een mausoleum, overblijfselen van een monument, graven en een columbarium. Deze laatste dateert uit de eerste eeuw v.Chr. en heeft een ruwweg vierhoekig grondvlak met betonnen muren in opus latericium. In het colombarium bevinden zich de nissen die de urnen bevatten. 
Net buiten de Porta Fiorentina werden dakpangraven met een dubbele rij tegulae opgegraven, die begraven of gecremeerde resten uit het einde van de 1e en het begin van de 2e eeuw bevatten. Het dakpannengraf met de overblijfselen van een tienermeisje wekte bijzondere belangstelling op bij de onderzoekers. Na onderzoek bleek ze te zijn overleden aan ondervoeding, maar de bronzen en gouden grafgiften, waaronder een gouden ring met een groene chalcedoon, wezen op een hoge sociale status. Er werd gedacht aan een stofwisselingsziekte en DNA-onderzoek wees uit dat ze aan coeliakie leed.

## Havens

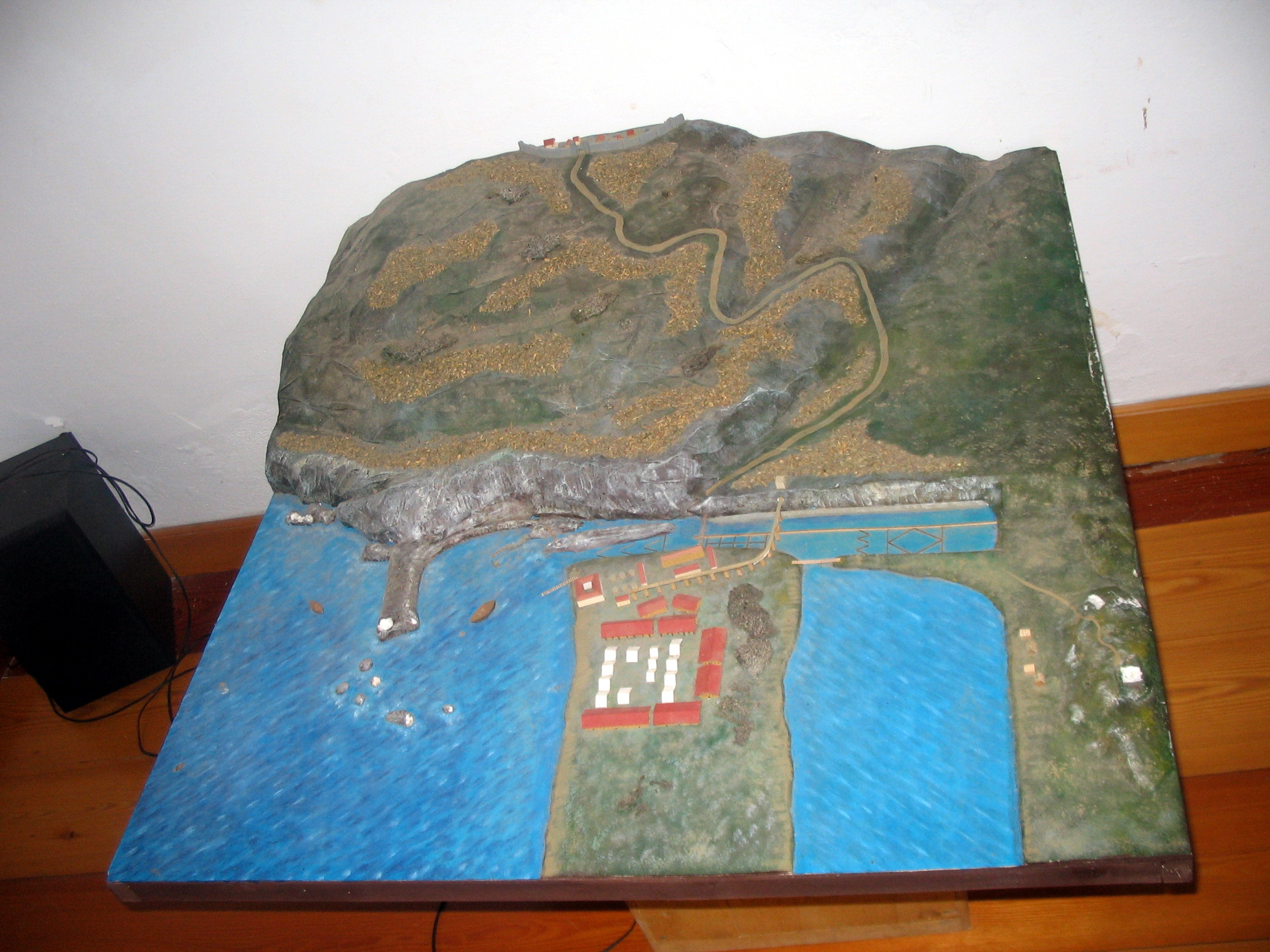
Maquette van Portus Cosanus.

Toen de kolonie Cosa in 273 v.Chr. werd gesticht was dit de noordelijkste maritieme nederzetting van Rome, zoals Paestum destijds de zuidelijkste was. Cosa bezat twee havengebieden; het eerste was Portus Herculis, ook wel Portus Feniliae genoemd, het hedendaagse Porto Ercole. De haven lag ten westen van Cosa op de tombolo die het schiereiland Monte Argentario met het vasteland verbond. De lagunes bij de haven van Feniglia werden sinds het Republikeinse tijdperk gebruikt voor de visteelt. Er lagen visverwerkingsfabrieken en woonruimtes. Vanuit Portus Herculis liep een Romeinse kustweg naar Portus Cosanus en verder via hedendaags Ansedonia naar de Via Aurelia. De weg werd waarschijnlijk in de 2e helft van de 3e eeuw v.Chr. aangelegd.
De belangrijkste haven lag zuidoostelijk van Cosa. Portus Cosanus lag vlak bij de "Spacco della Regina", een natuurlijke scheur in de rots. Hier stond een uitkijktoren voor tonijnen. De haven was van de 3e eeuw v.Chr tot de 3e eeuw in gebruik. Onderzoek naar deze haven onthulde drie gebruiksfasen. Uit de eerste periode (3e eeuw v.Chr. tot einde 2e eeuw v.Chr.) zijn geen gebouwen gevonden. Het bewijs van een bloeiende zeehandel wordt echter geleverd door de grote hoeveelheid amforafragmenten, waarschijnlijk uit de keramiekfabriek van de Sesti, een adellijke gens uit Rome die een villa in Cosa bezat en zich bezighield met de wijnhandel en amforenproductie. Deze fabriek is nog niet onderzocht omdat de waarschijnlijke locatie in de buurt van de haven heden bebouwd is. Bij de lagune ten noorden van de haven stond een kleine tempel die was opgedragen aan Poseidon-Neptunus. Het was een Italisch tempeltje met een cella met terracotta-decoraties, die in de 2e eeuw v.Chr. werd gebouwd. Poseidon wordt geassocieerd met de gens Domitia, die veel land in Cosa bezat. Door de amforaproductie, de visserij, de viskweek in de lagune en de productie van de Romeinse vissaus garum werd Cosa in de 2e en 1e eeuw v.Chr. door de export van wijn en garum een welvarende stad. De haven was het economische centrum van de kolonie en de voornaamste bron van haar welvaart. Vanuit de haven liep een weg omhoog naar de Porta Marina "havenpoort" van Cosa.

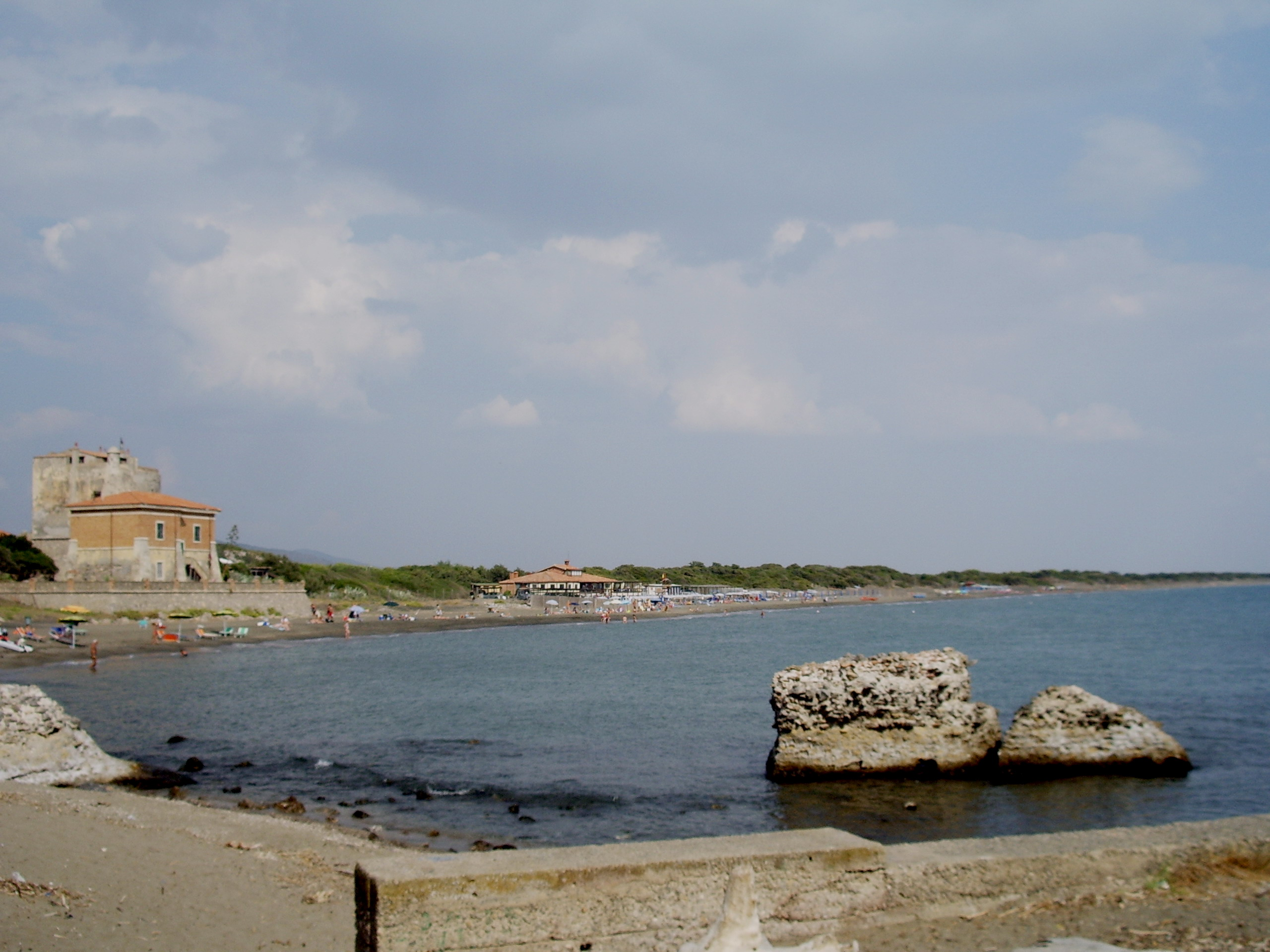
Betonnen pier uit de 2e of 1e eeuw v.Chr.

De betonnen structuren in de haven stammen uit deze periode en bestaan nog steeds; vijf pieren, een brug, een dok, de vistanks van meer dan 100 meter lang in de lagune en de pijlers van het aquaduct. De golfbreker om de haven bestaat ook nog, maar ligt heden geheel onder water. Deze structuren in de haven van Cosa worden beschouwd als de eerste Romeinse in beton uitgevoerde havenwerken. Op de buitenste pier aan de golfbreker stond een vuurtoren met een basis van 5 meter en circa 30 meter hoog. De lagune bezat een waterinfrastructuur van recirculatiekanalen om de waterstroom te reguleren. Het belangrijkste hiervan was een in de rotsen uitgehakt kanaal van 80 meter lengte, dat nog steeds bestaat en heden het Tagliatakanaal wordt genoemd. De waterstroom werd geregeld via houten schotten, zodat de stroming de sedimenten kon wegspoelen en vis richting de lagune kon leiden. Dit ingenieuze waterbouwkundige werk is vandaag de dag nog steeds te bewonderen vanaf de trap die langs het voorgebergte loopt. De haven was in tegenstelling tot Cosa en de westelijke haven rijk aan zoetwaterbronnen. Een bronhuis met een houten handaangedreven watertransportconstructie transporteerde het water met behulp van een emmerketting 5 meter omhoog naar het aquaduct.
Vanaf de keizertijd raakte de haven in verval door verzanding en de afname van de handel omdat Rome steeds meer uit het oosten importeerde. De aardewerkfabriek van de Sesti werd rond deze tijd verwoest, mogelijk door Pompeius tijdens de burgeroorlog tussen Pompeius en Caesar, omdat de Sesti aanhangers waren van Caesar. Op de resten van de fabriek werd in de 1e eeuw een Romeinse villa gebouwd en op de plaats van het bronhuis werd een wateropslagplaats gebouwd, mogelijk voor de baden van de villa. De villa werd in de 3e eeuw gerestaureerd en bleef waarschijnlijk tot de 5e eeuw bestaan. De resten van het gebouw liggen heden onder een 14e-eeuwse wachttoren.

## Archeologie
Cosa geldt als een van de belangrijkste archeologische sites in Italië en sinds de Tweede Wereldoorlog vinden er vrijwel doorlopend opgravingen plaats. De eerste opgravingen vonden plaats tussen 1948 en 1950 door de American Academy in Rome onder leiding van de Amerikaanse archeoloog Frank Edward Brown. Het zwaartepunt van Browns opgravingen lag bij de tempels op de arx, de Romeinse citadel. Vanaf 1950 werd het forum opgegraven, eerst onder Brown en vanaf 1952 onder leiding van Lawrence Richardson. De opgravingen stopten in 1954, maar na een pauze werd vanaf 1967 door Brown en in het laatste jaar Russell T. Scott verder gegraven tot 1972. In de publicatie Cosa II beschreven Brown en Richardson hoe de plek vanaf de bouw van het comitium aan het einde van de 3e eeuw v.Chr. in honderd jaar uitgroeide tot een volwaardig forum met comitium, basilica, curia, aedes, triomfboog en andere publieke gebouwen. In de jaren zeventig werd een Liber Pater-heiligdom opgegraven en werden enkele huizenblokken aan het forumplein onderzocht. Tussen 1991 en 1997 werden onder Elizabeth W.B. Fentress nieuwe opgravingen gedaan, waarbij de nadruk lag op de laat-antieke en middeleeuwse geschiedenis van de stad. Tussen 2005 en 2012 onderzocht een Spaans onderzoeksteam van de universiteiten van Granada en Barcelona de Romeinse stad. Sinds 2013 doet de Florida State University in het kader van het Strade di Cosa-project opgravingen bij de thermen van de stad; de Eberhard-Karls-Universiteit en het Bryn Mawr College zijn ook aan dit project verbonden. Sinds 2016 doet de Universiteit van Florence opgravingen in het zuidelijke deel van het forum.